# Lotissement Violet
Pour les articles homonymes, voir Violet (homonymie).
Le lotissement Violet est un vaste lotissement de 105 hectares dans l'actuel XVe arrondissement de Paris. Il est créé par les entrepreneurs Léonard Violet et Alphonse Letellier à partir de 1824, sur un terrain agricole dépendant de l'ancienne commune de Vaugirard. Ce lotissement forme à partir de 1830 la commune de Grenelle, annexée en 1860 à Paris. 

## Histoire

Limites de l'ancienne commune de Grenelle, avant son annexion à Paris en 1859, reportées sur un plan moderne.

En 1824, Léonard Violet et Alphone Letellier, alors conseillers municipaux de l'ancienne commune de Vaugirard, achètent la quasi-totalité de l'ancienne ferme de Grenelle, qui leur est vendue par César Ginoux pour 980 000 francs,. En 1826, Violet et Letellier constituent une société, au capital de 3 600 000 francs, pour exploiter cette vaste superficie, qui correspond à environ un tiers de l'actuel XVe arrondissement de Paris. Ils forment ainsi la Société des terrains et batiments de Grenelle, qui distribue des actions au public. 
Letellier et Violet lotissent cet ensemble, traçant en plein champ, selon un plan orthogonal, des rues qui portent leur nom : rue Letellier, rue Violet, rue Fondary (un autre associé). En plus de laisser son nom à la rue Letellier, au cœur du quartier qu'il a contribué à créer, Alphonse Letellier donne également son prénom à une voie privée du même quartier, la rue Alphonse, ouverte en 1832. Les bâtiments sont construits par la Compagnie des entrepreneurs. 
Le lotissement est développé entre 1820 et 1830. Le nouveau quartier comporte un réseau de voies jugées « modernes » se coupant à angle droit. Les promoteurs aménagent de nombreux parcs et places, pour aérer le quartier et le rendre plus agréable à vivre. La population de ce lotissement, appelé le lotissement Violet ou Beaugrenelle ou Grenelle, augmente surtout à partir de 1830, année où il est séparé de la commune de Vaugirard, sous le nom de commune de Grenelle. Cette commune est finalement rattachée à Paris en 1860.